# Natale in Messico

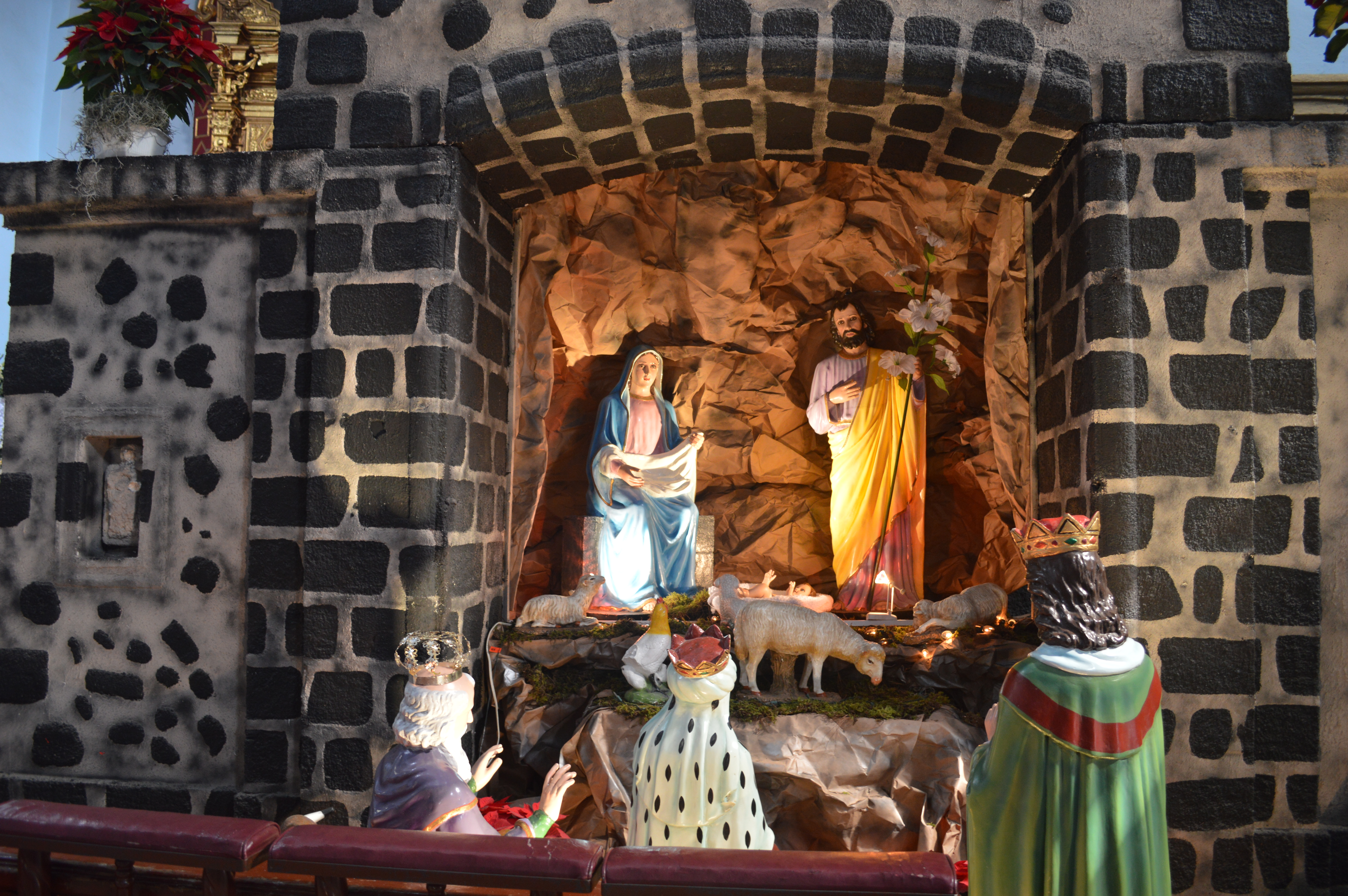
Presepe in Messico

Questa voce descrive le principali tradizioni natalizie del Messico, oltre agli aspetti storici e socio-economici della festa.

## Storia
In Messico le celebrazioni del Natale iniziarono intorno al 1520.

## Tradizioni
Nelle tradizioni natalizie del Messico, si ritrovano sia elementi riconducibili alla dominazione spagnola che elementi riconducibili all'epoca pre-colombiana.

### Messa del Gallo
La notte di Natale si svolge la cosiddetta "Misa del Gallo", poiché il gallo è l'animale che sveglia, che annuncia la luce, l'alba, prima di ogni altro. In chiesa vengono portati anche dei galli veri.

### Presepe

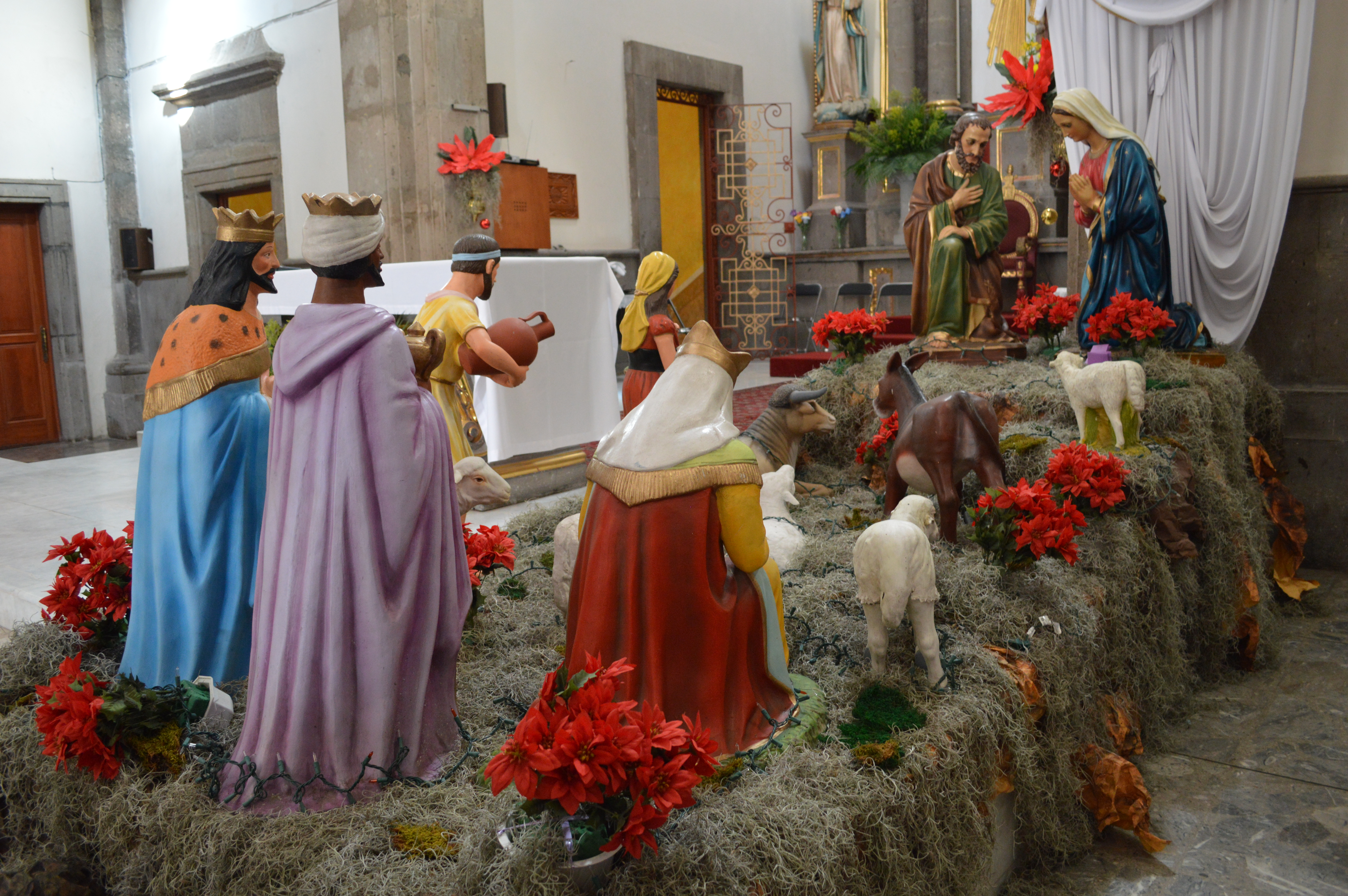
Presepe in una chiesa messicana

In Messico si usa allestire il presepe il 16 dicembre. Soltanto il 24 dicembre, viene aggiunta la statuina del Bambin Gesù.
|  |

### Posadas

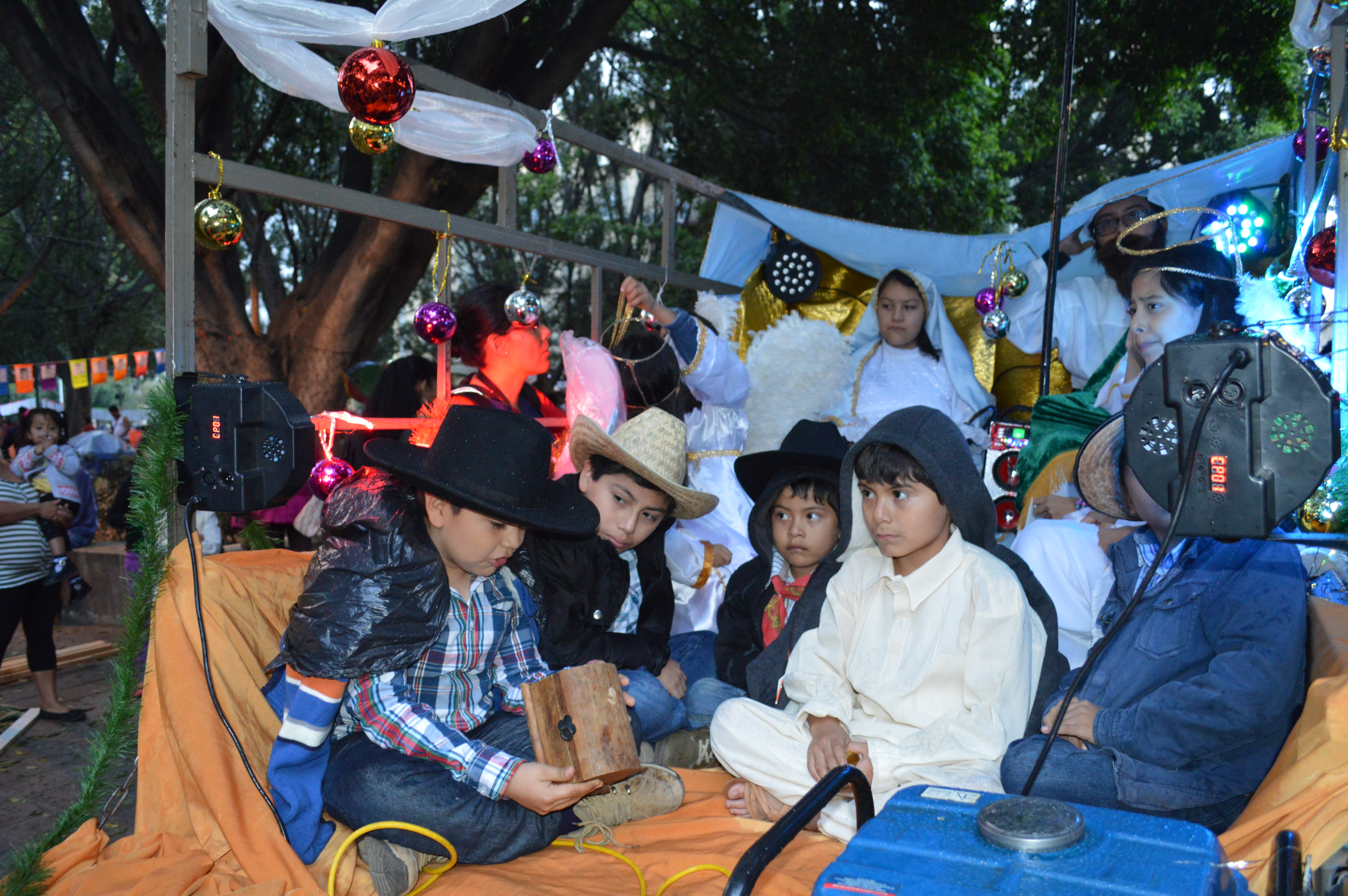
Una posada

Una delle tipiche tradizioni messicane del periodo natalizio è rappresentata dalle posadas, che hanno luogo nei nove giorni precedenti il Natale, tra il 16 e il 24 dicembre.
Si tratta di rappresentazioni della ricerca di un alloggio da parte di Maria e Giuseppe prima della Nascita di Gesù (il termine posada significa infatti "locanda") Furono introdotte nel 1580 dal mistico spagnolo Giovanni della Croce.
Le posadas si concludono con delle mangiate e delle bevute e con la rottura delle piñatas, delle brocche riempite di dolciumi, da parte dei bambini.

### Pastorelas
Un'altra rappresentazione degli eventi della Natività è costituita dalle pastorelas, ovvero la rappresentazione dell'annuncio dato dagli angeli ai pastori della Nascita di Gesù.
Anche questa tradizione fu introdotta dagli Spagnoli nel XVI secolo.

### Feste locali

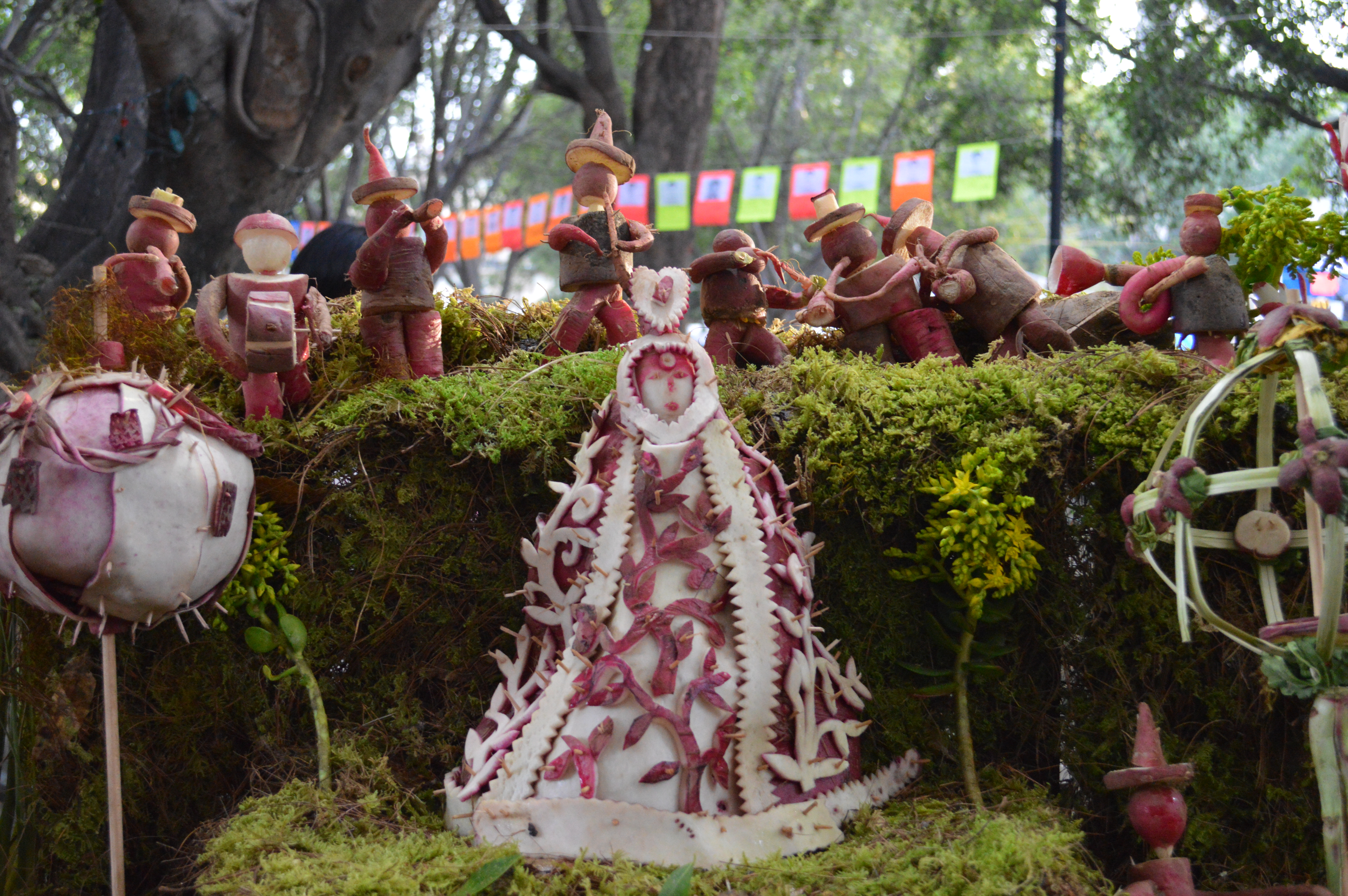
La Notte dei Rafani ad Oaxaca de Juárez

Si inserisce nel periodo natalizio, pur non essendone strettamente collegata, anche la cosiddetta "Notte dei Rafani" (Noche de rábanos), che ha luogo il 23 dicembre nella città di Oaxaca: in occasione di questa festa vengono infatti intagliate i rafani e vengono realizzate, tra le altre, anche figure della Natività.

## Gastronomia
Il cenone natalizio in Messico è tradizionalmente a base di tacchino, pollo o prosciutto, tamales, riso e pudding di mais.

### Pietanze tipiche

#### Ensalada de Noche Buena
Una tradizionale pietanza natalizia messicana è l'ensalada de Noche Buena ("insalata della Vigilia di Natale"), un'insalata a base di lattuga e barbabietole, ma che può contenere anche mele, carote, arance, ecc. ed ingredienti che variano a seconda delle regioni.

#### Tamales
Immancabili nella tavola natalizia dei messicani sono inoltre i tamales, pietanze a base di cereali, che vengono riempiti con vari ingredienti.

#### Pozol
Altra pietanza natalizia è il pozole, una zuppa contenente pezzetti di pollo o di maiale.

#### Dolci

##### Buñuelos
Dolcetti tipici del periodo sono i buñuelos, dei dolcetti simili ai crostoli.

##### Rosca de Reyes

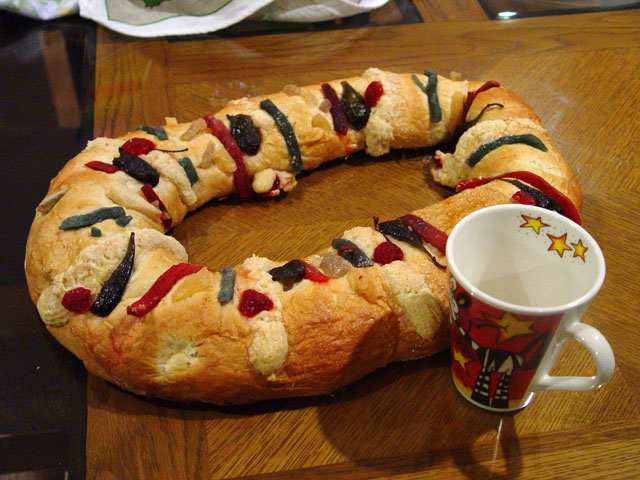
Una rosca de Reyes

Dolce tipico del giorno dell'Epifania è invece la rosca de Reyes, una torta a forma di ghirlanda contenente frutta candita.

#### Bevande
Bevanda tipica del periodo è invece il ponche navideño, un ponche al biancospino.

## Musica natalizia
In Messico sono popolari canti natalizi provenienti dalla Spagna come Los peces en el río e Las campanas de Belén.
Una particolare canzone natalizia in uso in Messico è inoltre quella intonata in occasione delle posadas.

## Galleria d'immagini

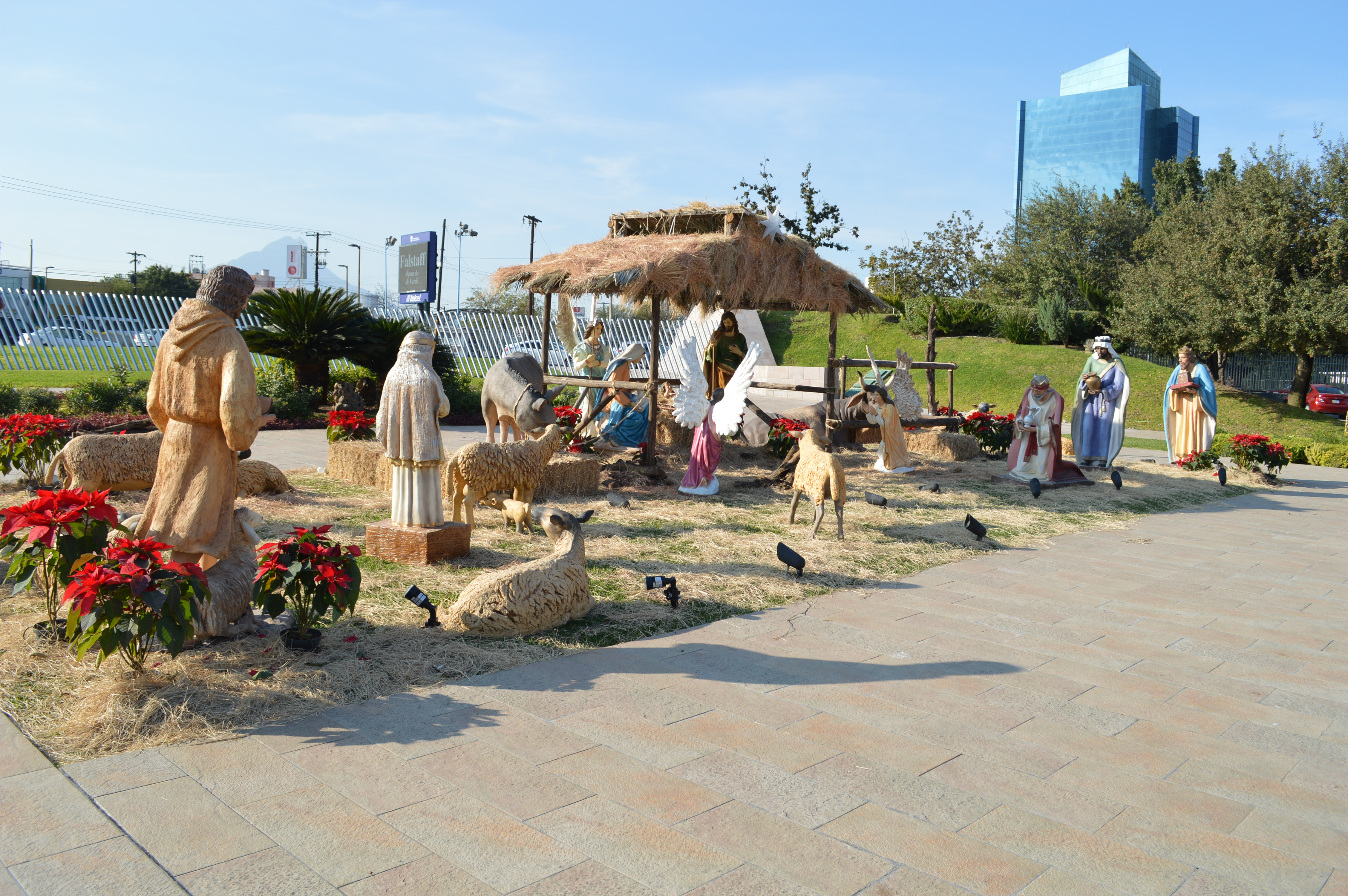
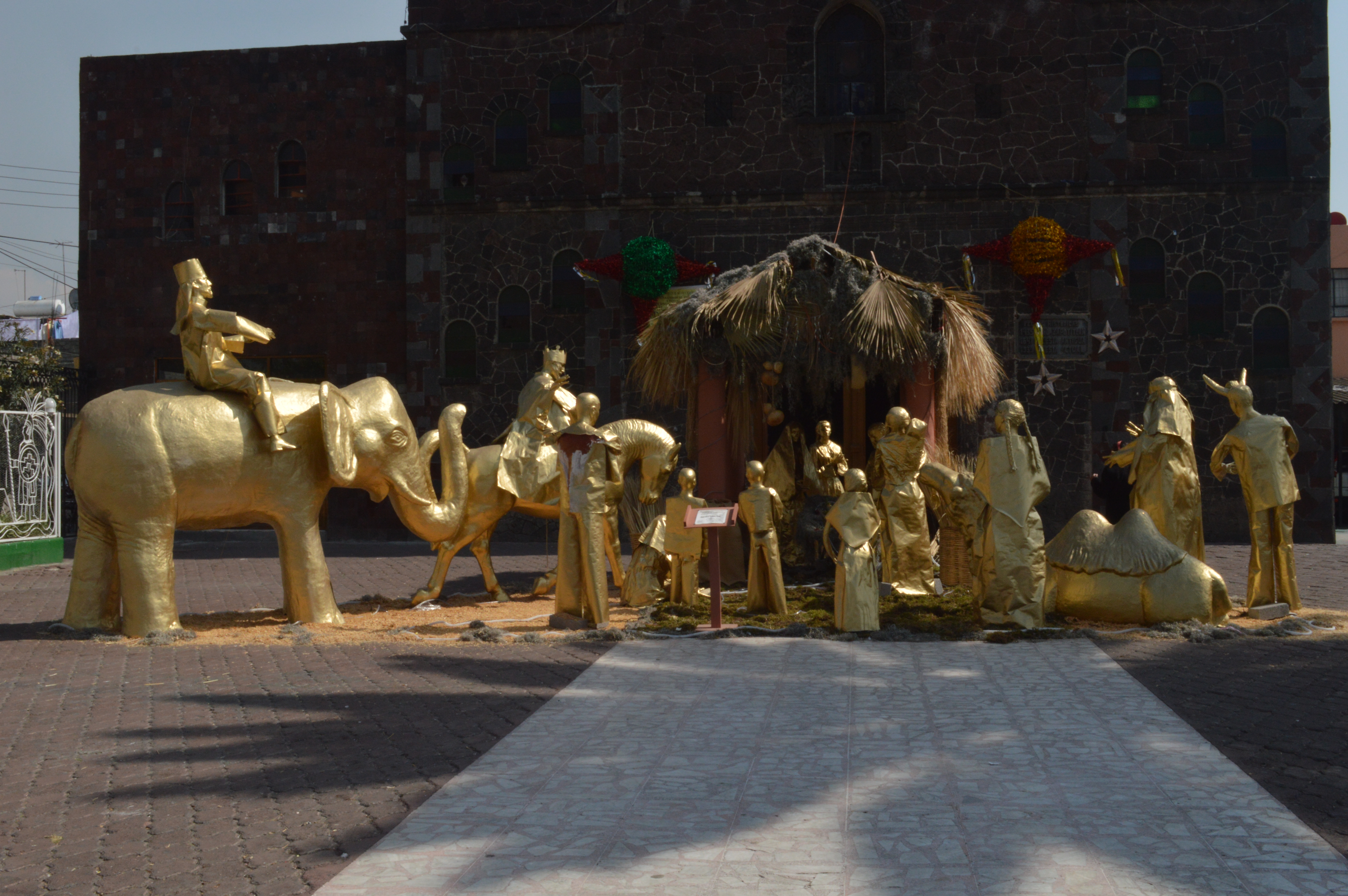
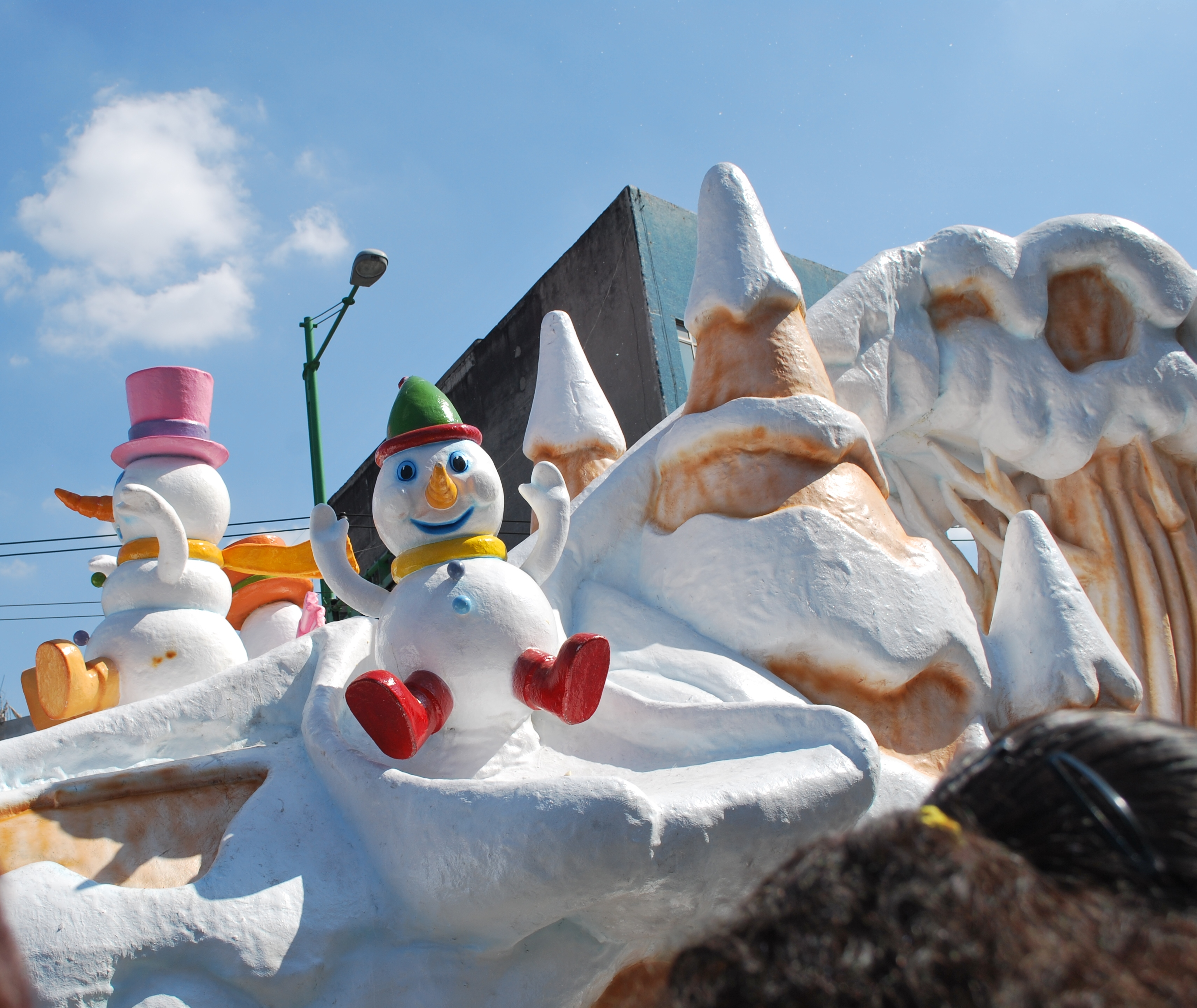
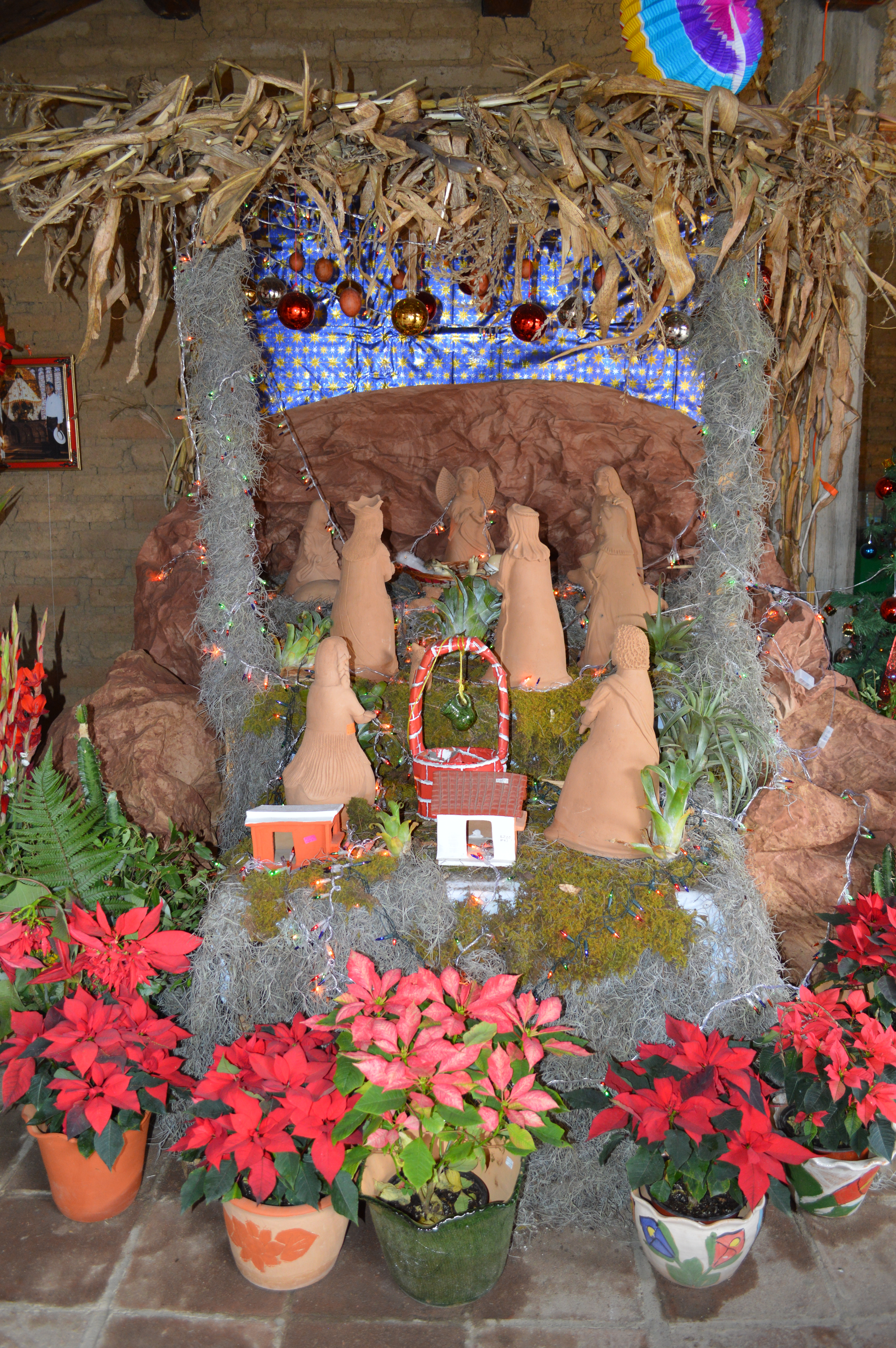
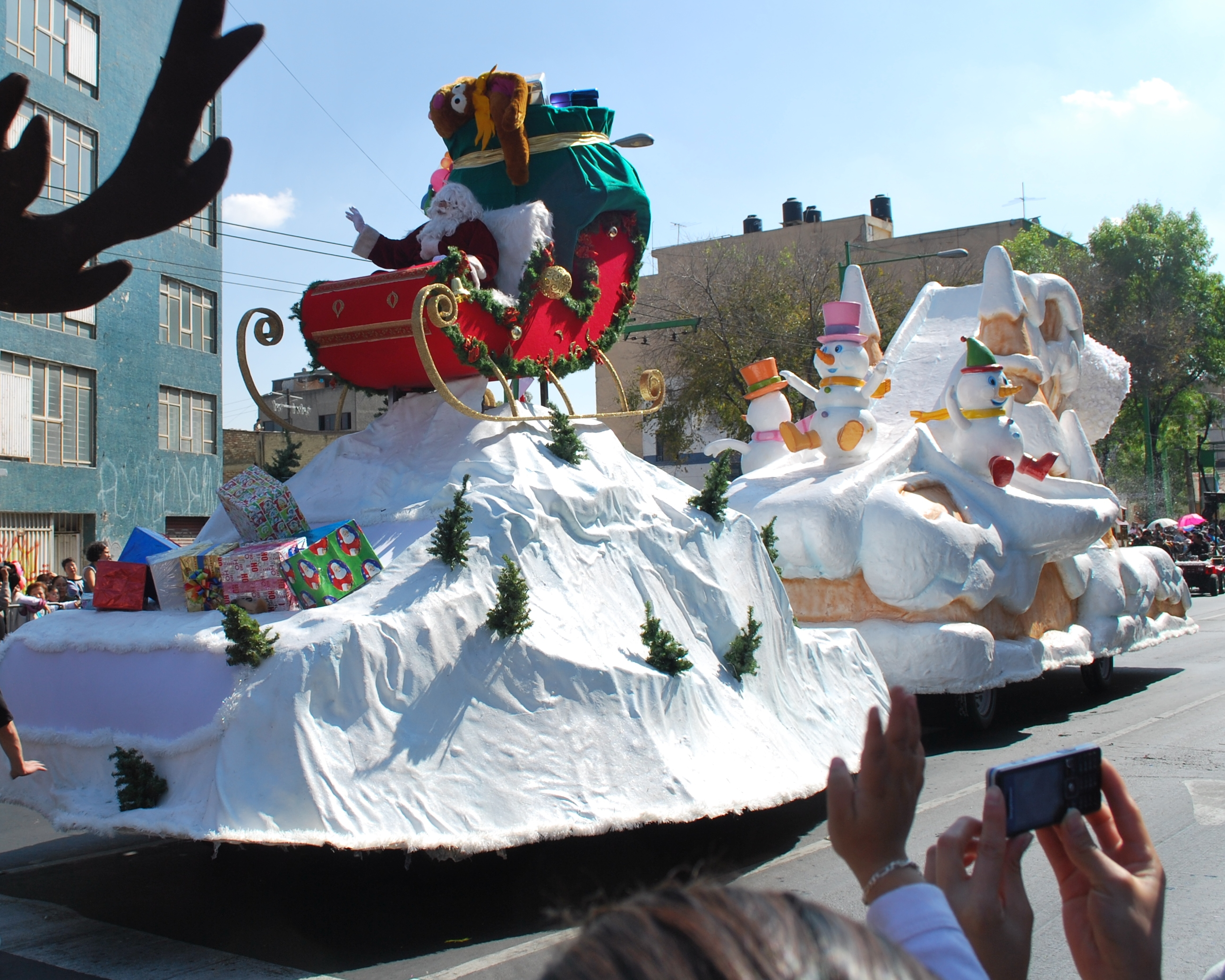

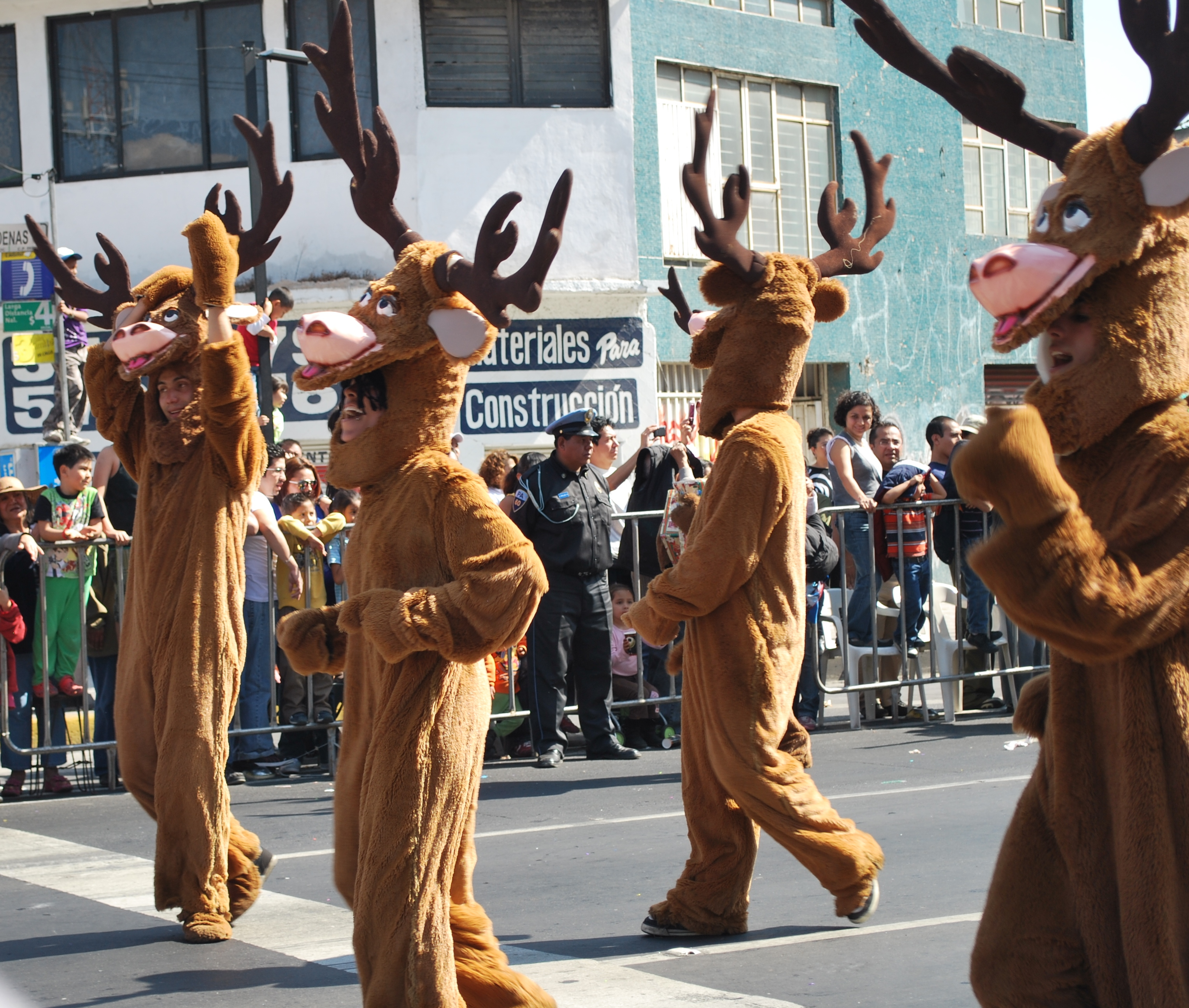
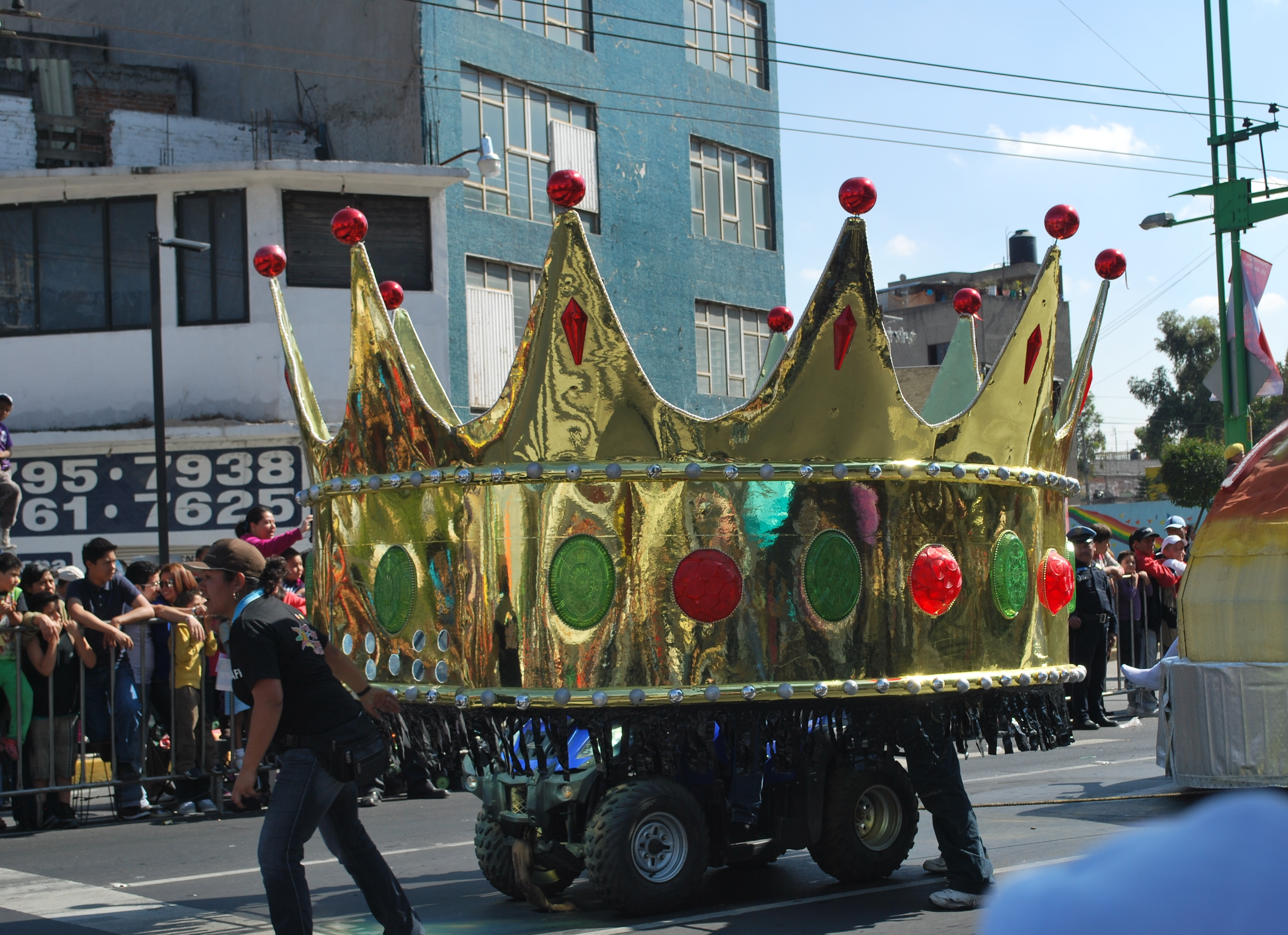
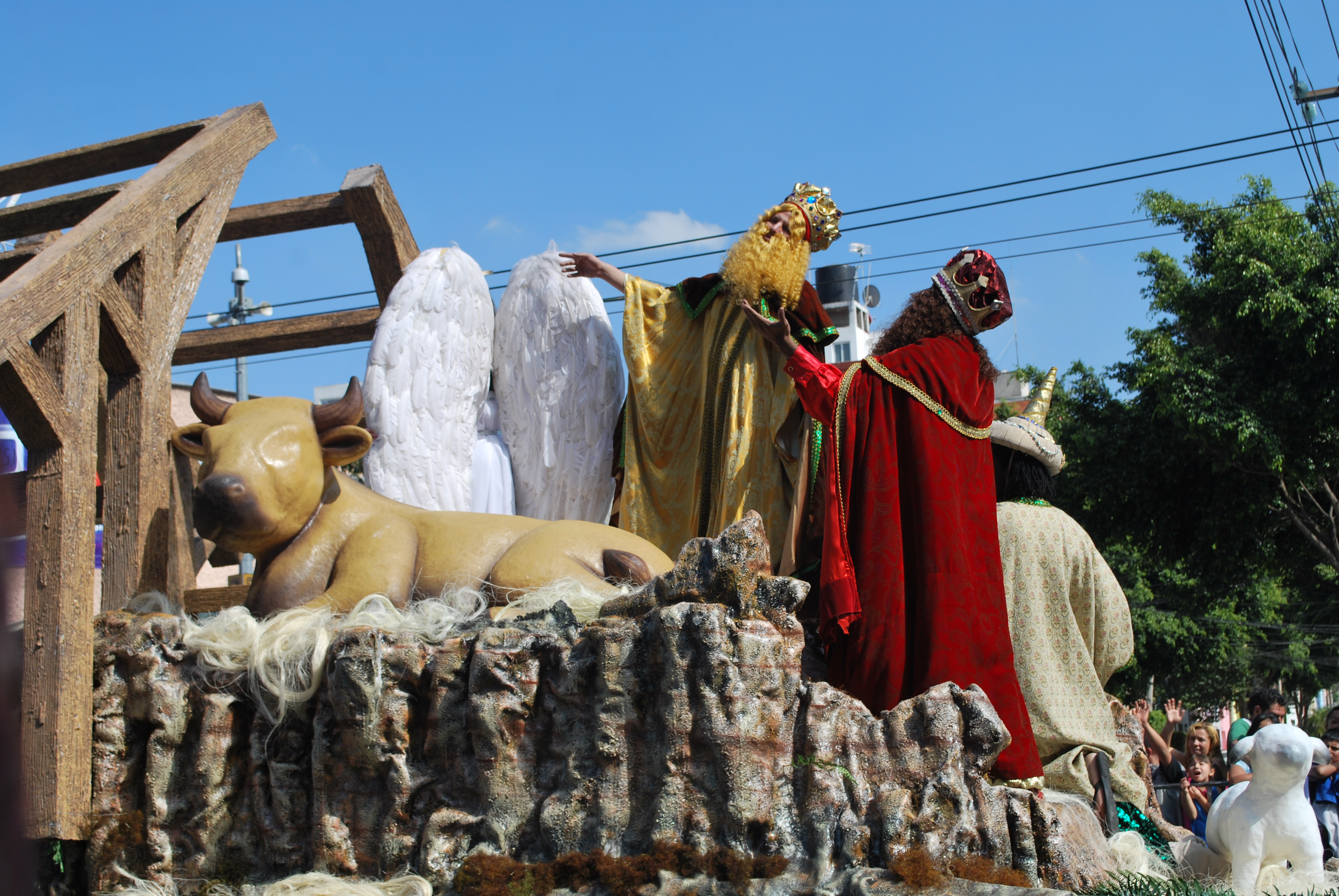
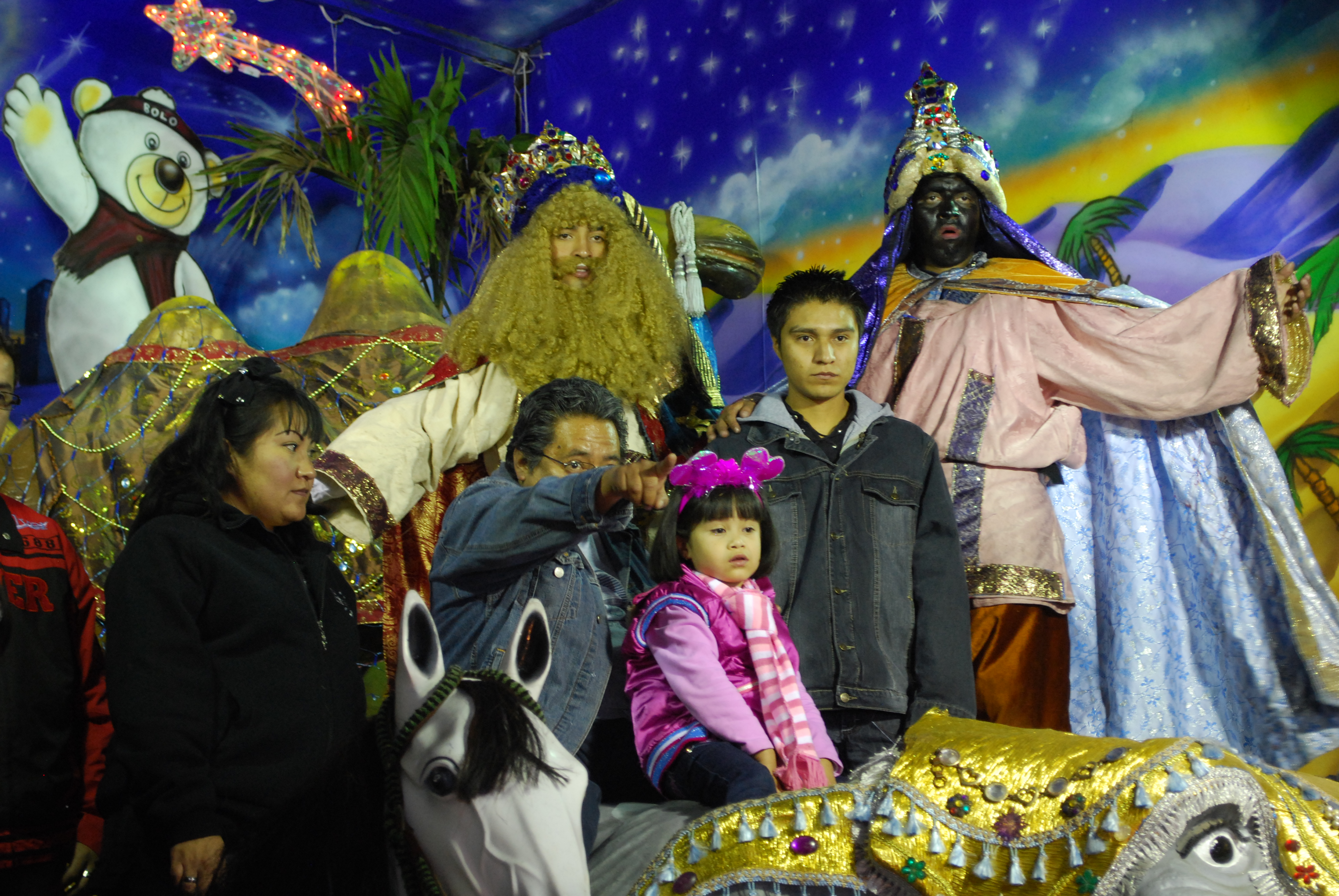